# Magos xanthopus
Magos xanthopus är en fjärilsart som beskrevs av Charles Oberthür 1909. Magos xanthopus ingår i släktet Magos och familjen snigelspinnare. Inga underarter finns listade i Catalogue of Life.